# Samsung Euro Championship 2011
World Cyber Games Samsung Euro Championship 2011 odbyły się w Warszawie w dniach 7 – 9 października 2011. W turnieju wzięło udział 167 zawodników z 23 krajów. Pula nagród pieniężnych wynosiła 97200 $.
Polacy zdobyli trzy złote medale w konkurencjach Asphalt 6, Counter-Strike i League of Legends oraz trzy srebrne w Asphalt 6, League of Legends i StarCraft II. W klasyfikacji medalowej zajęli 1. miejsce.

## Rozgrywane konkurencje
Uczestnicy Samsung Euro Championship w 2011 roku rywalizowali w 6 konkurencjach.
- Strzelanka pierwszoosobowa
  -  Counter-Strike 1.6

- Real-Time Strategy
  -  League of Legends
  -  StarCraft II: Wings of Liberty

- Sport
  -  FIFA 11

- Sztuki walki
  -  Tekken 6

- Wyścigi
  -  Asphalt 6

## Państwa biorące udział w Samsung Euro Championship 2011
W turnieju Samsung Euro Championship 2011 wystartowało 167 reprezentantów z 23 krajów.

- Austria
- Belgia
- Bułgaria
- Czechy
- Dania
- Finlandia
- Francja
- Grecja
- Gruzja
- Macedonia Północna
- Niemcy
- Polska
- Portugalia
- Rosja
- Rumunia
- Serbia
- Słowacja
- Szwajcaria
- Szwecja
- Ukraina
- Węgry
- Wielka Brytania
- Włochy

## Polscy reprezentanci
Polska po raz 6. uczestniczyła w Samsung Euro Championship. Reprezentacja Polski liczyła 28 e-sportowców (po dwóch reprezentantów w każdej konkurencji).

### Zdobyte medale

#### Złote
- Mariusz "Loord" Cybulski, Jakub "kuben" Gurczyński, Filip "Neo" Kubski, Jarosław "pasha" Jarząbkowski, Wiktor "TaZ" Wojtas – Counter-Strike (9 października) (AGAiN)
- Kamil "PLANET" Zalewski – Asphalt 6 (9 października)
- Krystian "Czaru" Przybylski, Konrad "Mokatte" Kukier, Marek "Makler" Kukier, Mateusz "Kikis1205" Szkudlarek, Marcin "cinku" Marczak – League of Legends (9 października)

#### Srebrne
- Krzysztof "krzychos7" Jarnicki – Asphalt 6 (9 października)
- Artur "Nerchio" Bloch – StarCraft II: Wings of Liberty (9 października)
- Paweł "Alvado" Kamiński, Łukasz "iMba" Dusza, Paweł "Ismaro" Szprącel, Jakub "Kubon" Turewicz, Piotr "Nicker" Muzolf – League of Legends (9 października)

### Reprezentanci
Asphalt 6
- Kamil "PLANET" Zalewski
- Krzysztof "krzychos7" Jarnicki

Counter-Strike 1.6
- Mariusz "Loord" Cybulski (AGAiN)
- Jarosław "pasha" Jarząbkowski (AGAiN)
- Jakub "kuben" Gurczyński (AGAiN)
- Filip "Neo" Kubski (AGAiN)
- Wiktor "TaZ" Wojtas (AGAiN)
- Artur "dOK" Kaleta (Fear Factory X-Fi)
- Artur "BEn" Ostrach (Fear Factory X-Fi)
- Łukasz "drive" Snopkiewicz (Fear Factory X-Fi)
- Tomasz "ths" Sopel (Fear Factory X-Fi)
- Patryk "sonamed" Zamulski (Fear Factory X-Fi)

FIFA 11
- Bartosz "hom3r" Piętka
- Bartosz "Bartas" Tritt

League of Legends
- Marcin "cinku" Marczak (Team Gameburg)
- Konrad "Mokatte" Kukier (Team Gameburg)
- Marek "Makler" Kukier (Team Gameburg)
- Krystian "Czaru" Przybylski (Team Gameburg)
- Mateusz "Kikis1205" Szkudlarek (Team Gameburg)
- Łukasz "iMba" Dusza (Frag eXecutors)
- Paweł "Alvado" Kamiński (Frag eXecutors)
- Piotr "Nicker" Muzolf (Frag eXecutors)
- Paweł "Ismaro" Szprącel (Frag eXecutors)
- Jakub "Kubon" Turewicz (Frag eXecutors)

StarCraft II: Wings of Liberty
- Artur "Nerchio" Bloch
- Dominik "SliDer" Rogacki

Tekken
- Adrian "Frizen" Szydłowski (Team Gameburg)[7]
- Jakub "Tokis" Tokarczyk

## Medaliści
| Konkurencja       | | |                                                                                           |
| Asphalt           | Kamil Zalewski Pseudonim: PLANET                                                                       | Krzysztof Jarnicki Pseudonim: krzychos7                                                                | Niklas Krellenberg Pseudonim: Johnson                                                     |
| Counter-Strike    | Zespół: AGAiN Mariusz Cybulski Jarosław Jarząbkowski Jakub Gurczyński Filip Kubski Wiktor Wojtas       | Zespół: Natus Vincere Serhij Iszczuk Jehor Markełow Ioann Suchariew Danyło Tesłenko Arsenij Trynożenko | Zespół: WinFakt Kimmo Fagerholm Niko Kovanen Tomi Kovanen Jirka Ryhti Timi Verkkoperä     |
| FIFA              | Jewhen Mostowyk Pseudonim: Yozhyk                                                                      | Tim Schiewe Pseudonim: Schiewe                                                                         | Mattia Guarracino Pseudonim: Lonewolf92                                                   |
| League of Legends | Zespół: Team Gameburg Krystian Przybylski Konrad Kukier Marek Kukier Mateusz Szkudlarek Marcin Marczak | Zespół: Frag eXecutors Paweł Kamiński Łukasz Dusza Paweł Szprącel Jakub Turewicz Piotr Muzolf          | Zespół: Team Acer Marco Heller Steffen Hentschel Thomas Vogel Christoph Seitz Victor Toll |
| StarCraft 2       | Yoan Merlo Pseudonim: ToD                                                                              | Artur Bloch Pseudonim: Nerchio                                                                         | Thomas Glinski Pseudonim: Cupcake                                                         |
| Tekken            | Rosario Monaco Pseudonim: rikimaru                                                                     | Boris Cueto Ortiz Pseudonim: The Emperor                                                               | Jyrke Savolainen Pseudonim: Killerdoll                                                    |

## Klasyfikacja medalowa
| Lp. | Państwo   | złoto | srebro | brąz | razem | +/- SEC 2010 |
| --- | --------- | ----- | ------ | ---- | ----- | ------------ |
| 1.  | Polska    | 3     | 3      | 0    | 6     | +3           |
| 2.  | Ukraina   | 1     | 1      | 0    | 2     | n/d          |
| 3.  | Włochy    | 1     | 0      | 1    | 2     | n/d          |
| 4.  | Francja   | 1     | 0      | 0    | 1     | +2           |
| 5.  | Niemcy    | 0     | 1      | 2    | 3     | -3           |
| 6.  | Szwecja   | 0     | 1      | 0    | 1     | -5           |
| 7.  | Finlandia | 0     | 0      | 2    | 2     | +3           |
| 8.  | Dania     | 0     | 0      | 1    | 1     | -6           |